# Dostawca usług zaufania
Dostawca usług zaufania – osoba fizyczna lub prawna, która świadczy przynajmniej jedną usługę zaufania, jako kwalifikowany lub niekwalifikowany dostawca usług zaufania.